# Peloscolex variegatus
Peloscolex variegatus är en ringmaskart som beskrevs av Joseph Leidy 1851. Peloscolex variegatus ingår i släktet Peloscolex och familjen glattmaskar. Inga underarter finns listade i Catalogue of Life.